# Meistriliiga 2008
La Meistriliiga 2008 fu la 18ª edizione della massima serie del campionato di calcio estone conclusa con la vittoria del Levadia Tallinn, al suo sesto titolo e terzo consecutivo.

## Squadre partecipanti
Ajax Lasnamäe e Kuressaare sono retrocesse nella stagione precedente, le squadre che hanno preso il loro posto sono il Kalev Sillamäe e il Kalju Nõmme. Per la prima, promossa direttamente, si tratta di un ritorno nella massima serie; mentre la seconda, ottenuta la promozione con la vittoria nello spareggio contro il Kuressaare, è al suo esordio assoluto.
| Club             | Città    | Stadio                 | Posizione 2007                                |
| ---------------- | -------- | ---------------------- | --------------------------------------------- |
| Flora Tallinn    | Tallinn  | A. Le Coq Arena        | 2º posto                                      |
| Kalev Sillamäe   | Sillamäe | Stadio Kalevi          | 3º posto in Esiliiga                          |
| Kalev Tallinn    | Tallinn  | Kalevi Keskstadioon    | 6º posto                                      |
| Kalju Nõmme      | Tallinn  | Stadio Hiiu            | 6º posto in Esiliiga e promosso dopo play-off |
| Levadia Tallinn  | Tallinn  | Stadio Kadrioru        | Campione                                      |
| Maag Tammeka     | Tartu    | Stadio Tamme           | 5º posto                                      |
| Trans Narva      | Narva    | Stadio Kreenholmi      | 4º posto                                      |
| Tulevik Viljandi | Viljandi | Viljandi linnastaadion | 7º posto                                      |
| TVMK Tallinn     | Tallinn  | Stadio Kadrioru        | 3º posto                                      |
| Vaprus Pärnu     | Pärnu    | Stadio Pärnu Kalevi    | 8º posto                                      |

## Classifica
G = Partite giocate; V = Vittorie; N = Nulle/Pareggi; P = Perse; GF = Goal fatti; DR=differenza reti; GS = Goal subiti; 

### Spareggio promozione/retrocessione
| Arbitro: | Ainar Kuusk |

|                                 |           |               |
| Polyansky 22’ (o.g.) Ellram 67’ | Marcatori | 90’ Kovalenko |

| Arbitro: | Jaan Roos |

|                                       |           |                                 |
| Joost 48’ Pakk 70’, 75’ Polyansky 72’ | Marcatori | 13’ Saar 43’ Voolaid 65’ Ellram |

Il Vaprus Pärnu perde lo spareggio.

## Classifica marcatori
| Pos | Nome             | Club           | Gol |
| --- | ---------------- | -------------- | --- |
| 1   | Ingemar Teever   | Kalju          | 23  |
| 2   | Nikita Andreev   | Levadia        | 22  |
| 3   | Sander Post      | Flora Tallinn  | 19  |
| 4   | Jarmo Ahjupera   | Flora Tallinn  | 17  |
| 4   | Felipe Nunes     | Kalju          | 17  |
| 6   | Tarmo Kink       | Levadia        | 16  |
| 7   | Indrek Zelinski  | Levadia        | 15  |
| 7   | Henri Anier      | Flora Tallinn  | 15  |
| 9   | Irfan Ametov     | Sillamäe Kalev | 13  |
| 9   | Artjom Dmitrijev | TVMK           | 13  |
| 9   | Vladislav Gussev | TVMK           | 13  |
| 9   | Nikolai Lõsanov  | Trans          | 13  |

## Verdetti
- Levadia Tallinn vincitore del campionato (6º ) e qualificato alla UEFA Champions League;
- Flora Tallinn e Trans Narva qualificati alla Coppa UEFA;
- Vaprus Pärnu sconfitto allo spareggio e retrocesso in Esiliiga;
- TVMK Tallinn retrocesso d'ufficio all'ultimo posto e poi fallito.